# Домпьер-ан-Морван
Домпье́р-ан-Морва́н (фр. Dompierre-en-Morvan) — коммуна во Франции, находится в регионе Бургундия. Департамент коммуны — Кот-д’Ор. Входит в состав кантона Преси-су-Тий. Округ коммуны — Монбар.
Код INSEE коммуны — 21232.

## Население
Население коммуны на 2010 год составляло 226 человек.
| 1962 | 1968 | 1975 | 1982 | 1990 | 1999 | 2010 |
| ---- | ---- | ---- | ---- | ---- | ---- | ---- |
| 267  | 218  | 204  | 161  | 163  | 201  | 226  |

## Экономика
В 2010 году среди 138 человек трудоспособного возраста (15—64 лет) 108 были экономически активными, 30 — неактивными (показатель активности — 78,3 %, в 1999 году было 63,9 %). Из 108 активных жителей работали 99 человек (57 мужчин и 42 женщины), безработных было 9 (3 мужчин и 6 женщин). Среди 30 неактивных 9 человек были учениками или студентами, 10 — пенсионерами, 11 были неактивными по другим причинам.